# NGC 6117
NGC 6117 (auch NGC 6117A) ist eine 13,8 mag helle spiralförmige Radiogalaxie vom Hubble-Typ Sc im Sternbild Nördliche Krone. Sie ist schätzungsweise 390 Millionen Lichtjahre von der Milchstraße entfernt und hat einen Durchmesser von etwa 140.000 Lichtjahren. Gemeinsam mit dem Nicht-NGC-Objekt PGC 57822 (auch NGC 6117B) bildet sie ein optisches Galaxienpaar.
Im selben Himmelsareal befinden sich u. a. die Galaxien NGC 6119, NGC 6120, NGC 6122, NGC 6126.
Das Objekt wurde  am 5. Juli 1864 von Albert Marth entdeckt.